# Hoofddorp
Hoofddorp (ˈɦoːvdɔrp; literalmente traducido como Pueblo principal) es una ciudad en la provincia de Holanda Septentrional,  capital del municipio Haarlemmermeer. Fue fundada en 1853, tras el drenaje del antiguo lago Haarlemmermeer, e inicialmente se llamaba Kruisdorp. En 1868 se renombró como Hoofddorp, y desde entonces prosperó hasta convertirse rápidamente en el núcleo más importante del municipio. A fecha de 2018, Hoofddorp contaba con 75.000 habitantes.
- Datos: Q995911
- Multimedia: Hoofddorp / Q995911